# Coelostoma aeneolum
Coelostoma aeneolum – gatunek chrząszcza z rodziny kałużnicowatych i podrodziny Sphaeridiinae. Występuje w krainie orientalnej.

## Taksonomia
Gatunek ten opisany został po raz pierwszy w 1903 roku przez Maurice’a Auguste’a Régimbarta na łamach „Annales de la Société entomologique de France”. Jako miejsce typowe wskazano Mahé w Indiach.

## Morfologia
Chrząszcz o ciele długości 4,6 mm i szerokości 2,6 mm, owalnym w zarysie, przeciętnie wysklepionym. Głowę ma czarną z żółtawymi narządami gębowymi, brązowymi buławkami i żółtawymi pozostałymi częściami czułków. Wierzch głowy jest gęsto pokryty niezmodyfikowanymi punktami. Oczy są duże, na przedzie wykrojone. Nadustek ma łukowatą krawędź przednią. Przedplecze jest ciemnobrązowe z lekko rozjaśnionymi krawędziami, rzadziej niż głowa pokryte niezmodyfikowanymi punktami, o dwufalistym brzegu przednim, rozwartych kątach przednich, bardzo niewyraźnie urzeźbionych brzegach bocznych, prostych kątach tylnych i dwufalistym brzegu tylnym. Pokrywy są ciemnobrązowe, gęsto pokryte niezmodyfikowanymi, przeciętnie grubymi punktami nieukładającymi się w szeregi. Spód tułowia jest ciemnobrązowy. Skrzydła tylnej pary są normalnie wykształcone. Przedpiersie ma pośrodku żeberko, który na przedzie wynosi się formując ząbkowaty wyrostek. Śródpiersie ma kształt tępego grotu. Zapiersie ma wyniesioną część środkową i gęsto owłosione boki. Odnóża są ciemnobrązowe z jasnobrązowymi stopami. Spód odwłoka jest ciemnobrązowy, gęsto owłosiony, o całobrzegiej tylnej krawędzi ostatniego sternitu. Genitalia samca cechują się edeagusem długości 0,4 mm z małą, niewiele szerszą niż dłuższą fallobazą, trójkątnym, szerokim u nasady i zwężonym ku tępo zaokrąglonemu szczytowi płatem środkowym, na którego wierzchołku leży szeroko półokrągły gonopor oraz krótszymi od płata środkowego, u podstawy wąskimi, na szczycie lekko kanciastymi paramerami o łukowatych zewnętrznych krawędziach.

## Ekologia i występowanie
Owad orientalny, endemiczny dla Indii, znany z tylko ze stanów Kerala i Maharasztra. Chrząszcz wodny. Żeruje na organizmach roślinnych.